# Osmundastrum
Osmundastrum is een monotypisch geslacht met slechts één soort varen uit de koningsvarenfamilie (Osmundaceae). De kaneelvaren (O. cinnamomeum) is een overblijvende, terrestrische varen met dimorfe bladen, voorkomend in gematigde en subtropische delen van Noord- en Zuid-Amerika en in Oost-Azië.
Voor een beschrijving van het geslacht, zie de soortbeschrijving van de kaneelvaren.

## Taxonomie
Oorspronkelijk werd de kaneelvaren door Linnaeus geclassificeerd als Osmunda cinnamomea. Ook Smith et al. plaatsten in 2006 de soort nog bij het geslacht Osmunda. Recent genetisch en morfologisch gegevens van Metzgar et al. (2008) en Jud et al. (2008) tonen aan dat de kaneelvaren een zustersoort is van alle andere levende koningsvarens en dat de soort daarom in een apart geslacht, Osmundastrum, kan worden geplaatst.
Het geslacht is monotypisch en omvat dus slechts één soort, O. cinnamomeum. Door een minderheid van auteurs wordt de Aziatische variëteit echter als een aparte soort beschouwd, O. asiaticum.
Geslacht: Leptopteris

Soorten: L. alpina · L. fraseri · L. hymenophylloides · L. laxa · L. moorei · L. superba · L. wilkesiana · L. ×intermedia

Geslacht: Osmunda (+Plenasium)

Soorten: O. angustifolia · O. banksiifolia · O. claytoniana · O. collina · O. gracilis · O. herbacea · O. huegeliana · O. japonica · O. javanica · O. lancea · O. mildei · O. piresii · O. regalis (Koningsvaren) · O. vachellii · O. ×ruggii

Geslacht: Osmundastrum

Soort: O. cinnamomeum (Kaneelvaren)

Geslacht: Todea

Soorten: T. barbara · T. papuana · T. tidwellii